# Julia Hartwig
Julia Hartwig-Międzyrzecka (Lublin, 14 augustus 1921 - Gouldsboro, Pennsylvania, 14 juli 2017) was een Poolse dichteres, essayiste, vertaalster en kinderboekenschrijfster. Zij behoorde tot de generatie van Zbigniew Herbert en Wisława Szymborska en wordt beschouwd als een van de belangrijkste Poolse dichteressen.

## Leven
Hartwig werd geboren in de Poolse stad Lublin. Zij studeerde Poolse en Franse literatuur aan de Universiteit van Warschau en aan de Jagiellonische Universiteit in Krakau. Tijdens de Tweede Wereldoorlog studeerde zij clandestien en moest daarom enige tijd onderduiken. Julia Hartwig was sinds 1954 gehuwd met de Poolse dichter en politicus Artur Międzyrzecki (1922-1996); het echtpaar woonde in Warschau. Międzyrzecki overleed daar op 2 november 1996. Hartwig bleef in Warschau wonen. Zij overleed in 2017 te Gouldsboro in Pennsylvania (Verenigde Staten).

## Werk
Julia Hartwig debuteerde in 1956, enkele jaren na de dood van Jozef Stalin, met de bundel Pożegnania (Afscheid); hoewel haar eerste gedichten al in 1944 werden gepubliceerd in de krant Odrodzenie. In de periode 1947-1950 studeerde Hartwig met een beurs in Parijs. De weerslag van die studie van Franse auteurs publiceerde zij in 1954 in een verzameling artikelen Z niedalekich podróży (Van dichtbij). Het heeft lang geduurd voordat haar poëzie erkenning kreeg.
Julia Hartwigs werk is vaak vergeleken met dat van haar land- en tijdgenoot Szymborska, maar Hartwig begeeft zich met haar poëzie in een ander “psychologisch landschap”. Zij heeft haar stijl ‘mystiek realisme’ genoemd, waarmee ze de gruwelen van de wereld aanvaardt, zodat haar gedichten naar een soort transcendentie kunnen reiken. Van de wereld “kan men zichzelf niet scheiden om alleen te zijn, als een ondergronds mens of een misantroop”. Mystiek realisme distantieert zich niet van ons tegenwoordige zijn om zich in dromerige speculaties te verliezen; het wil juist onze aandacht, aanwezigheid en appreciatie ervoor versterken (ibidem).

## Prijzen
In oktober 2014 werd Julia Hartwig de Wisława Szymborska Poetry Prize uitgereikt in Krakau. Ook was zij diverse malen genomineerd voor de Poolse Nike-literatuurprijs.

## Gedicht (fragment)
DE BOOM DIE IK OP DE HELLING ONTMOETTE

De winterse contour van de boom verliest langzaam zijn scherpte

de steeds overdadiger knoppen en loten

bezetten in een bliksemsnelle mars zijn dikke takken

vernietigen zijn rust

als familie die opeens in het huis van een eenzame verschijnt

Duizend bladeren als onuitstaanbare kinderen

stellen hem met hun geruis nooit eindigende vragen

en halen hem weg van de wolken die hem zo na stonden

maar de boom schikt zich nederig

wordt een prachtige voedermachine

.................................

.................................

maar er komt een ogenblik dat de boom weer vrij zal zijn

de wind aan hem rukt en schrijnende regens hem schoonspoelen

hij een kluizenaar wordt

hij zichzelf wordt